# Erongo
Erongo ist eine der 14 Regionen von Namibia und bildet den bevölkerungsreichsten Küstenabschnitt Namibias am Atlantik mit Swakopmund als Regionalhauptstadt und Walvis Bay als größtem Überseehafen des Landes. Die Küstenabschnitte nördlich und südlich dieser Agglomeration sind im Wesentlichen nur Wüste. Richtung Landesinneres befinden sich in Erongo auch wichtige Minen. Der Name Erongo leitet sich vom Erongogebirge ab. Sie hat (Stand 2023) 240.206 Einwohner auf einer Fläche von 63.719 km².

## Geographie
→ Siehe auch: Geographie Namibias

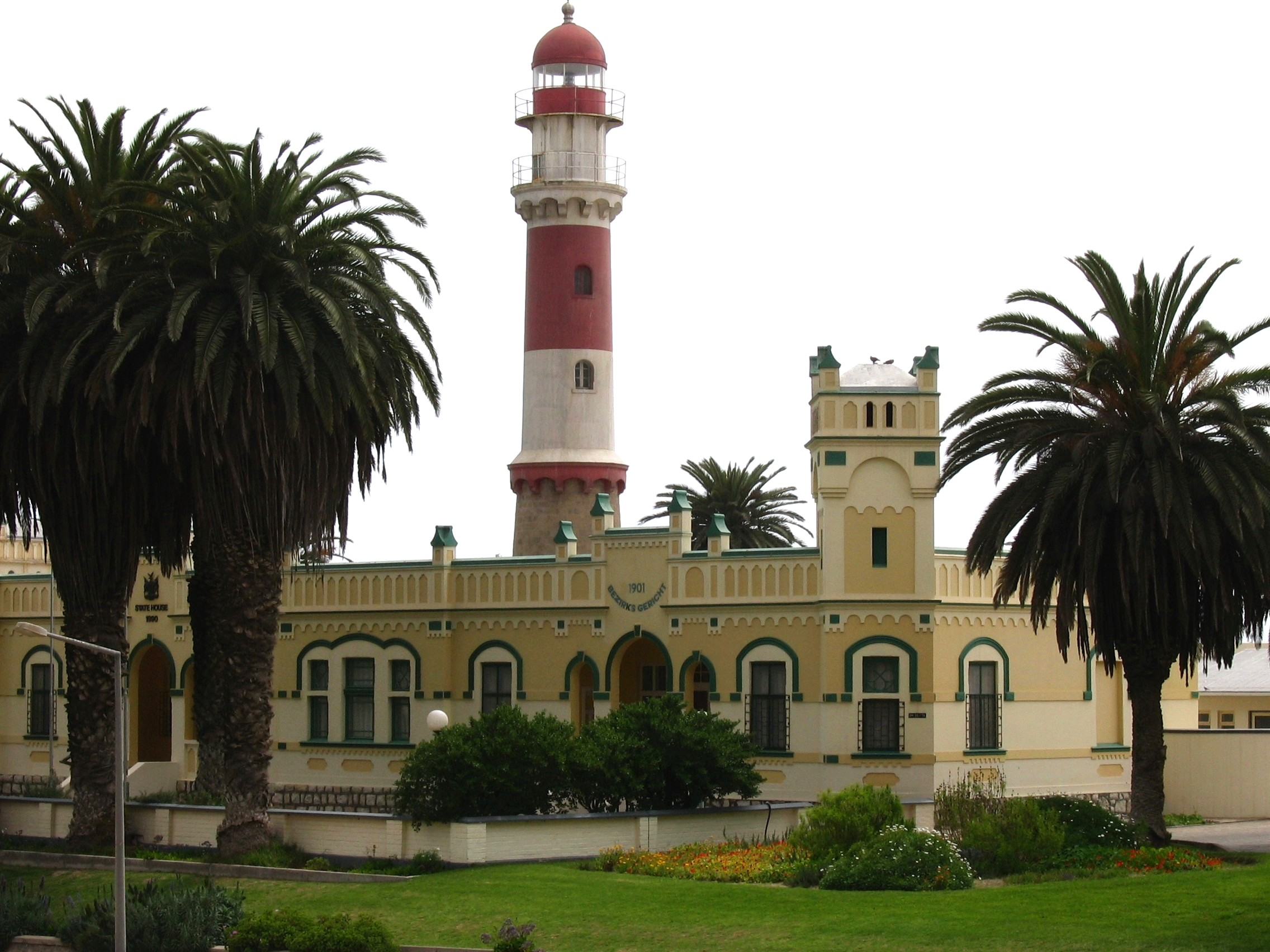
Swakopmund

Wesentlicher Teil von Erongo ist der Bereich an der Südatlantik-Küste, der als Skelettküste bekannt wurde, weil dort aufgrund vorgelagerter Untiefen viele Schiffe gestrandet sind und nicht mehr flott gemacht werden konnten. Der ganze Bereich dieser Skelettküste ist bis auf wenige, nur äußerst selten Wasser führenden kleinen Flussläufe völlig trocken. Ein Überleben dort ist für Besucher oder Schiffbrüchige somit nahezu unmöglich. Seit einigen Jahren führt küstenparallel eine breite Straße (Pad) bis kurz vor die Grenze Angolas, die ab dem Gate des Skelettküstenparks aber nur mit einer speziellen Erlaubnis (Permit), die bei der Ranger-Station in Swakopmund ausgestellt wird, befahren werden darf. Im Skelettküstenpark gibt es als einzige Station das Regierungscamp Terracebay. Langsam wieder zunehmende Populationen von aus dem Etoscha-Nationalpark durch die Kowarib-Schlucht und über den Grootberg-Pass längs des Hoanib bis in die Küsten-Namib einwandernder Elefanten und seltener Raubtiere, z. B. der braunen Hyäne, auch Strandwolf oder Schabrackenhyäne genannt, bilden, neben der ungeheuren Weite und Ruhe, das Ziel eines speziellen Tourismus, abseits der bekannten Pfade. Eine Stichstraße in Richtung Etosha-Pfanne, vorbei am Versteinerten Wald, ist die einzige durch Menschenhand geschaffene Abwechslung.
Weiter südlich, kurz vor Swakopmund, gibt es noch das Robbenkap, wo große Robben-Populationen ganzjährig beobachtet werden, weil der hier vorbeiführende kalte Benguela-Strom Fische im Überfluss vorbeiziehen lässt. Auch nachts beobachtbare Trawler aus vielen Ländern, weit draußen jenseits der Sandbänke, deuten auf die noch ausreichend vorhandenen Fisch-Ressourcen hin.

## Bevölkerung
Laut der Volkszählung 2011 sprechen 38,8 Prozent der Einwohner der Region Oshivambo als Hauptsprache. Es folgen Afrikaans mit 20,4 Prozent, Khoekhoegowab mit 18,8  und Otjiherero mit 9,6 Prozent. 2,8 Prozent der Einwohner nutzen Deutsch als Hauptsprache.

## Regionalpolitik
Von 2004 bis 2020 stellt die SWAPO die absolute Mehrheit der sieben Erongo-Regionalratsmitglieder, die alle fünf Jahre in die Regionalhauptstadt Swakopmund gewählt werden. 2020 ging die Region erstmals an Oppositionsparteien.
- SWAPO: 3
- IPC: 3
- UDF: 1

| Partei                                                                                   | 1992–1997 | 1998–2004 | 2004–2010 | 2010–2015 | 2015–2020 | 2020–2025 |
| ---------------------------------------------------------------------------------------- | --------- | --------- | --------- | --------- | --------- | --------- |
| IPC                                                                                      | –         | –         | –         | –         | –         | 3         |
| SWAPO                                                                                    | 3         | 2         | 5         | 7         | 6 (4)     | 3         |
| UDF                                                                                      | 1         | 0         | 2         | 0         | 1         | 1         |
| DTA (PDM)                                                                                | 2         | 4         | 0         | 0         | 0 (1)     |           |
| RP                                                                                       | 1         | 1         | 0         | 0         | 0         |           |
| Unabhängig                                                                               | 0         | 0         | 0         | 0         | 1         |           |
| Die Anzahl der Sitze kann sich durch Nachwahlen im Laufe einer Legislaturperiode ändern. |           |           |           |           |           |           |

## Verwaltungsgliederung

Wahlkreise in Erongo

Die Region Erongo gliedert sich in sieben Wahlkreise:
- Arandis
- Daures
- Karibib
- Omaruru
- Swakopmund
- Walvis Bay-Land
- Walvis Bay-Stadt

Zudem finden sich (Stand Juni 2018) in der Region die folgenden Lokalverwaltungen:
- Arandis – Stadt
- Henties Bay – Gemeinde
- Karibib – Gemeinde
- Omaruru – Gemeinde
- Otjimbingwe – Siedlung
- Usakos – Gemeinde
- Swakopmund – Stadtgemeinde
- Walvis Bay – Stadtgemeinde

## Wirtschaft
Die Region Erongo gilt nach der Region Khomas als wirtschaftsstärkste Namibias. Hierfür sind vor allem der Hafen Walvis Bay und die zahlreiche Bergbaugebiete wie die Rössing- und Husab-Mine verantwortlich. Zudem befindet sich am Stadtrand von Walvis Bay der größte steinverarbeitende Betrieb Afrikas.
Zu den größten aktuellen Wirtschaftsprojekten (Stand Juli 2024) zählt der Bau einer zweiten Meerwasserentsalzungsanlage.